# 1999年バスケットボール女子アジア選手権
1999年バスケットボール女子アジア選手権（The 18th Basketball Asia Championship for Women）は、静岡県静岡市の静岡県草薙総合運動場体育館で開催された第18回バスケットボール女子アジア選手権。5月1日から9日までの期間で開催された。日本開催は1995年の静岡大会以来4年ぶり4回目。
韓国が2大会連続11度目の優勝を飾り、シドニーオリンピック出場権を獲得した。2大会連続オリンピック出場へ意気込んだ開催国日本は決勝まで進むも韓国に65-68で惜敗し出場を逃した。

## 最終結果
|  | シドニーオリンピック出場権 |

| Rank | Team                 | Record |
| ---- | -------------------- | ------ |
| 1    | 韓国                 | 5–1    |
| 2    | 日本                 | 4–2    |
| 3    | チャイニーズタイペイ | 2–4    |
| 4    | 中華人民共和国       | 3–3    |
| 5    | タイ                 | 0–4    |
| 6    | DPR Korea            | 3–0    |
| 7    | マレーシア           | 2–1    |
| 8    | 香港                 | 1–2    |
| 9    | スリランカ           | 0–3    |